# Dryomyza setosa
Dryomyza setosa is een vliegensoort uit de familie van de Dryomyzidae. De wetenschappelijke naam van de soort is voor het eerst geldig gepubliceerd in 1886 door Bigot.